# Torneo Competencia 1987
El Torneo Competencia 1987 fue la vigesimaoctava edición del Torneo Competencia. Compitieron los trece equipos de Primera División. El campeón fue Wanderers. La forma de disputa fue de un torneo a una rueda todos contra todos.

## Posiciones
| Puesto | Equipo           | Pts | PJ | PG | PE | PP | GF | GC | Dif |
| ------ | ---------------- | --- | -- | -- | -- | -- | -- | -- | --- |
| 1º     | Wanderers        | 19  | 12 | 8  | 3  | 1  | 19 | 7  | 12  |
| 2º     | Progreso         | 18  | 12 | 7  | 4  | 1  | 19 | 7  | 12  |
| 3º     | Peñarol          | 17  | 12 | 7  | 3  | 2  | 26 | 7  | 19  |
| 4º     | River Plate      | 16  | 12 | 6  | 4  | 2  | 17 | 10 | 7   |
| 5º     | Defensor         | 15  | 12 | 7  | 1  | 4  | 18 | 10 | 8   |
| 6º     | Danubio          | 12  | 12 | 4  | 4  | 4  | 17 | 13 | 4   |
| 7º     | Huracán Buceo    | 12  | 12 | 5  | 2  | 5  | 15 | 14 | 1   |
| 8º     | Rampla Juniors   | 11  | 12 | 3  | 5  | 4  | 9  | 13 | -4  |
| 9º     | Nacional         | 10  | 12 | 5  | 0  | 7  | 21 | 25 | -4  |
| 10º    | Central Español  | 10  | 12 | 4  | 2  | 6  | 11 | 16 | -5  |
| 11º    | Cerro            | 8   | 12 | 2  | 4  | 6  | 12 | 19 | -7  |
| 12º    | Bella Vista      | 5   | 12 | 2  | 1  | 9  | 6  | 32 | -26 |
| 13º    | Miramar Misiones | 3   | 12 | 0  | 3  | 9  | 7  | 24 | -17 |

## Resultados
| Peñarol        | 1-0 | Central Español  |
| Nacional       | 2-0 | Huracán Buceo    |
| Danubio        | 3-0 | Defensor         |
| CA River Plate | 1-0 | Miramar Misiones |
| Progreso       | 3-2 | Cerro            |
| Wanderers      | 2-1 | Rampla Juniors   |

| Cerro           | 1-0 | Danubio          |
| Defensor        | 0-0 | Progreso         |
| Rampla Juniors  | 1-0 | Bella Vista      |
| Central Español | 1-0 | Miramar Misiones |
| Huracán Buceo   | 1-0 | CA River Plate   |
| Peñarol         | 2-0 | Nacional         |

| Peñarol         | 4-1 | Miramar Misiones |
| Progreso        | 3-1 | Bella Vista      |
| Central Español | 3-2 | Cerro            |
| CA River Plate  | 1-0 | Defensor         |
| Wanderers       | 1-1 | Huracán Buceo    |
| Rampla Juniors  | 3-1 | Nacional         |

| Cerro     | 1-1 | Peñarol          |
| Defensor  | 5-0 | Bella Vista      |
| Nacional  | 3-1 | Miramar Misiones |
| Danubio   | 2-2 | Rampla Juniors   |
| Wanderers | 1-0 | Central Español  |
| Progreso  | 1-0 | Huracán Buceo    |

| Danubio     | 3-2 | Nacional         |
| Defensor    | 3-2 | Huracán Buceo    |
| Cerro       | 1-1 | CA River Plate   |
| Wanderers   | 2-0 | Miramar Misiones |
| Bella Vista | 1-0 | Central Español  |
| Progreso    | 0-0 | Rampla Juniors   |

| Rampla Juniors | 0-0 | Central Español  |
| Defensor       | 1-0 | Wanderers        |
| Danubio        | 1-1 | Miramar Misiones |
| Nacional       | 3-2 | CA River Plate   |
| Cerro          | 2-1 | Bella Vista      |
| Peñarol        | 3-0 | Huracán Buceo    |

| Peñarol        | 1-0 | Defensor         |
| Nacional       | 4-0 | Bella Vista      |
| Rampla Juniors | 1-1 | Cerro            |
| Danubio        | 4-1 | Central Español  |
| CA River Plate | 2-2 | Wanderers        |
| Progreso       | 3-0 | Miramar Misiones |

| Danubio         | 0-0 | Peñarol          |
| Huracán Buceo   | 2-0 | Bella Vista      |
| CA River Plate  | 2-0 | Rampla Juniors   |
| Cerro           | 1-1 | Miramar Misiones |
| Central Español | 2-1 | Defensor         |
| Wanderers       | 2-0 | Progreso         |

| Nacional       | 3-0 | Cerro            |
| Bella Vista    | 1-0 | Miramar Misiones |
| Rampla Juniors | 1-0 | Huracán Buceo    |
| Progreso       | 1-0 | Central Español  |
| Wanderers      | 3-1 | Danubio          |
| CA River Plate | 2-0 | Peñarol          |

| Wanderers      | 1-1 | Peñarol         |
| CA River Plate | 3-1 | Central Español |
| Danubio        | 3-0 | Bella Vista     |
| Progreso       | 6-1 | Nacional        |
| Defensor       | 1-0 | Rampla Juniors  |
| Huracán Buceo  | 3-1 | Cerro           |

| Peñarol          | 9-1 | Bella Vista    |
| Huracán Buceo    | 2-0 | Danubio        |
| Defensor         | 3-0 | Nacional       |
| Miramar Misiones | 0-0 | Rampla Juniors |
| CA River Plate   | 1-1 | Progreso       |
| Cerro            | 0-1 | Wanderers      |

| Wanderers       | 2-0 | Nacional         |
| Bella Vista     | 1-1 | CA River Plate   |
| Peñarol         | 4-0 | Rampla Juniors   |
| Defensor        | 3-1 | Miramar Misiones |
| Central Español | 0-0 | Huracán Buceo    |
| Danubio         | 0-0 | Progreso         |

| Defensor        | 1-0 | Cerro            |
| Progreso        | 1-0 | Peñarol          |
| Central Español | 3-2 | Nacional         |
| Wanderers       | 2-0 | Bella Vista      |
| CA River Plate  | 1-0 | Danubio          |
| Huracán Buceo   | 4-2 | Miramar Misiones |